# Andrzej Kościelny
Andrzej Paweł Kościelny (ur. 26 czerwca 1950 w Częstochowie) – polski działacz społeczny i samorządowy, w latach 2002–2010 burmistrz Podkowy Leśnej. Od 2010 pełni funkcję doradcy burmistrza w Podkowie Leśnej.

## Życiorys
W 1974 ukończył studia na Wydziale Mechaniki Precyzyjnej Politechniki Warszawskiej, po czym był zatrudniony jako pracownik naukowy Instytutu Konstrukcji Przyrządów Precyzyjnych i Optycznych macierzystej uczeni (do 1983). W 1984 założył własną firmę projektowo – produkcyjną „Mechanika Precyzyjna”, którą kierował do 2002, był także współwłaścicielem i dyrektorem w firmie „Impuls” (1996–2000).
W okresie PRL działał w NSZZ „Solidarność”, pełnił obowiązki przewodniczącego Komitetu Obywatelskiego w Podkowie Leśnej (1989–1990). Był współzałożycielem stowarzyszenia „Mazovia”. W 2002 został wybrany na burmistrza Podkowy Leśnej w pierwszych bezpośrednich wyborach burmistrzów, wójtów i prezydentów (z ramienia KW Stowarzyszenia „Związek Podkowian”), a w 2006 uzyskał reelekcję w II turze wyborów z ramienia KWW Miasta Ogrodu. W wyborach samorządowych w 2010 bez powodzenia ubiegał się o mandat radnego sejmiku województwa mazowieckiego z ramienia Krajowej Wspólnoty Samorządowej. Nie startował ponownie na urząd burmistrza Podkowy. Tuż po wyborach został mianowany doradcą burmistrza.
Pełni obowiązki wiceprzewodniczącego Unii Miasteczek Polskich oraz jej reprezentanta w Zespołach Komisji Wspólnej Rządu i Samorządu Terytorialnego. Jest obserwatorem w Komitecie Monitorującym RPO na Mazowszu, a także członkiem Komitetu Monitorującego Europejskiego Obszaru Gospodarczego i Norweskiego Mechanizmu Finansowego. Od 2003 zasiada w Radzie Działalności Pożytku Publicznego III kadencji.